# الابانور
الابانور (به انگلیسی: Alabanoor) یک منطقهٔ مسکونی در هند است که در کارناتاکا واقع شده‌است.